# Ernst Neger
Ernst Hugo Neger (né le 14 janvier 1909 à Mayence, mort le 15 janvier 1989 dans la même ville) est un chanteur allemand.

## Biographie

### Jeunesse et formation
Ernst Neger grandit dans une famille de classe moyenne puis suit un apprentissage de couvreur.

### Carrière
Il se montre dans les années 1930 en tant que chanteur et interprète des chansons festives dans les cafés de Mayence. En 1952, il devient la vedette du carnaval de Mayence lorsqu'il interprète Heile, heile Gänsje de Martin Mundo, chanson à laquelle il ajoute deux autres strophes.
On le voit à la télévision lors du carnaval 1955. Avec son homologue, le compositeur aveugle Toni Hämmerle, il est pendant de nombreuses années le maître de cérémonie du carnaval à la télévision. Lorsqu'il chante pour la première fois Humba Täterä le 5 février 1964, l'émission est arrêtée au bout d'une heure à cause de l'agitation de la foule.

### Fin de vie
En mémoire de Toni Hämmerle, Neger fonde en 1970 à Ahlen un centre équestre ouvert aux enfants handicapés physiques, qu'il soutient financièrement de ses revenus. Atteint d'une longue maladie, Ernst Neger meurt dans un hôpital de Mayence le lendemain de  son 80e anniversaire.

### Post mortem

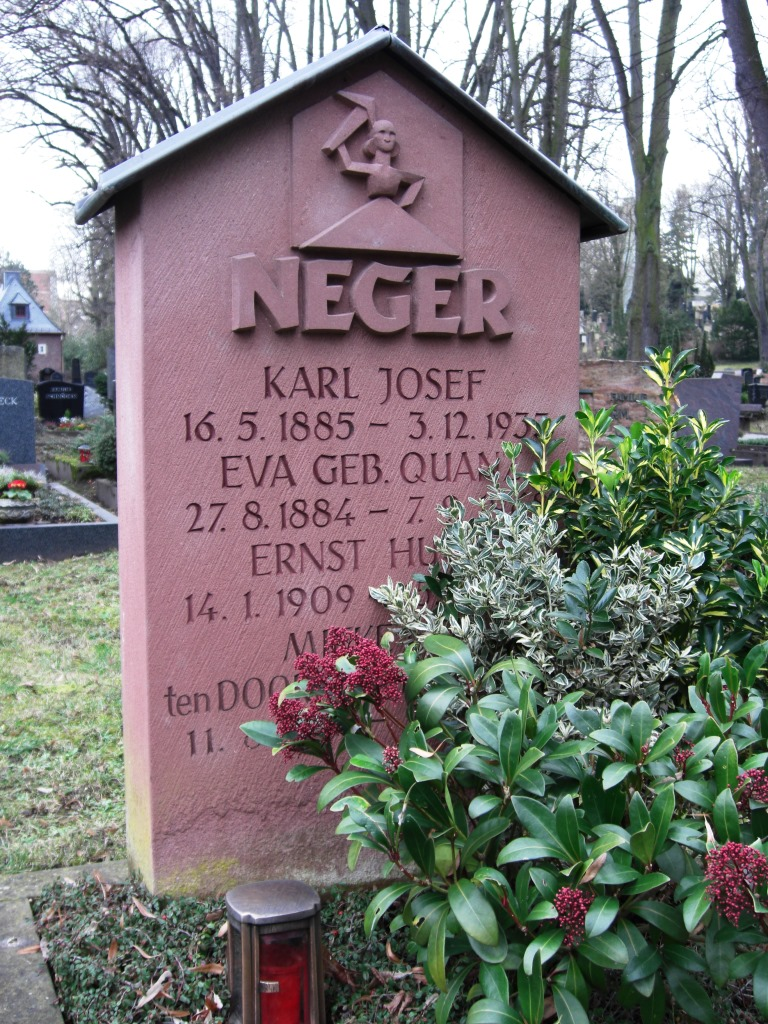
Tombe d'Ernst Neger

Neger jouit d'une réputation légendaire au carnaval de Mayence, même après sa mort. Son petit-fils, Thomas Neger, perpétue les traditions d'artisans et du carnaval de la famille.
Le logo, qui est créé dans les années 1950 par la société Neger, Ernst Neger GmbH, et par la suite utilisé par la société de son petit-fils, Thomas Neger Metallsysteme und -bedachungen GmbH, est controversé depuis fin 2013. Il montre, sur la base de leur nom de famille, Nègre en français, un artisan stylisé aux lèvres épaisses et aux grandes boucles d'oreilles dans un triangle, ce qui pourrait représenter un toit, mais aussi une jupe. Les critiques le considèrent comme raciste, tandis que Thomas Neger qualifie l'accusation de « non-sens total ».

## Source de la traduction
- (de) Cet article est partiellement ou en totalité issu de l’article de Wikipédia en allemand intitulé « Ernst Neger » (voir la liste des auteurs).